# The County Medical Examiners
The County Medical Examiners est un groupe américain de goregrind, originaire de Scotts Valley, en Californie. Le groupe est également connu pour ne pas faire de concerts du tout. Tous les membres actuels ont obtenu un diplôme de médecine ou suivent actuellement des cours de médecine, d'où le nom du groupe.

## Histoire
The County Medical Examiners (TCME) est formé en 2001. Morton Fairbanks à la guitare et au chant, Jack Putnam à la batterie et au chant, et Michelle Hayes à la basse et au chant. Michelle Hayes est, selon le Dr Fairbanks dans une vieille interview sur thecountymedicalexaminers.com, exposée pour la première fois au groupe lorsque, dans le cadre de sa mise à l'épreuve pour conduite en état d'ivresse, elle visite la morgue où travaillait le Dr Fairbanks. Peu après, ils se sont réunis et ont enregistré l'EP Fetid Putrescent Whiffs, dont la sortie est limitée. Le groupe a enregistré son premier album pour Razorback Records, Forensic Fugues and Medicolegal Medleys. Peu de temps après la sortie de l'album, Michelle quitte le groupe pour se consacrer à ses études de médecine et est remplacée par son ami et collègue, le Dr Guy Radcliffe, qui serait âgé d'environ 60 ans.
TCME sort son premier album chez Relapse Records, Olidous Operettas, en janvier 2007. L'album, dont l'écriture et l'enregistrement prennent plus d'un an et demi puisque les trois membres du groupe vivent dans des états différents, comporte huit titres,,,,,. Fairbanks décrit l'album comme « quelque part entre Symphonies of Sickness et du Carcass de l'ère Necroticism » et « pas quelque chose qu'on voudrait mettre avant d'aller à l'église ».
Pendant un certain temps, l'identité des membres du groupe est entourée de mystère, car ils utilisent des pseudonymes pour éviter la colère de l'administration de l'hôpital et l'attention des fans. Dans une interview accordée à Pitchfork en 2012, Matt Widener, membre d'Exhumed, admet que le groupe esit son projet parallèle, qu'il avait créé « pour pousser le phénomène des clones de Carcass à sa conclusion extrême [...] Finalement, mon plan était même de commencer à leur ressembler, puis de sortir leur album en ne changeant qu'une seule note de chaque riff. Mais ça fait beaucoup de monde à énerver au nom d'une expérience bizarre, alors je ne suis jamais allé jusqu'au bout ». 

## Discographie
- 2001 : Fetid Putrescent Whiffs (démo)
- 2001 : Forensic Fugues and Medicolegal Medleys (LP, Razorback)
- 2003 : General Surgery/The County Medical Examiners Split (split, Razorback)[8]
- 2004 : Reeking Rhapsodies for Chorale, Percussion, and Strings (EP, Noise-Squatch Records)
- 2007 : Olidous Operettas (LP, Relapse Records)